# 徐完
徐完（1436年—？），字用美，直隸應天府江寧縣人，明朝政治人物。進士出身。

## 生平
應天府鄉試第三十四名。成化二年（1466年）登丙戌科二甲第三十七名進士。授監察御史。以親老改南京監察御史。累官江西僉事。弘治元年（1488年），給事中宋琮、御史俞俊等參劾諸官，徐完等以「素行不謹」致仕。
曾祖父徐以誠、祖父徐文質、父亲徐昱，曾任南京國子監助教。